# Zedlig
Zedlig (obersorbisch Sedlik) ist eine Streusiedlung im Ortsteil Kosel der Stadt Niesky im Landkreis Görlitz in Sachsen. Von 1957 bis zum 1. März 1994 war Zedlig ein Ortsteil von Kosel, vorher von Kreba.

## Lage
Zedlig liegt in der Oberlausitz, rund zehn Kilometer Luftlinie nordnordwestlich von Niesky. Umliegende Ortschaften sind Nieder Prauske im Norden, Stannewisch im Südosten, Kosel im Süden, Tschernske im Südwesten und Neuliebel im Nordwesten. Östlich von Zedlig liegt die Bundesstraße 115.

## Geschichte
Zedlig wurde im 17. Jahrhundert angelegt. Überlieferte Ortsnamensformen sind Zedlich im Jahr 1759, Zedlitz im Jahr 1791, Zeddlig im Jahr 1800 und schließlich Zedlitz seit 1831. Der Ort war zunächst ein Vorwerk des Rittergutes Kreba. Für 1777 waren vier Gärtner und fünf Häusler als Einwohner verzeichnet. Ab 1816 gehörte der Ort zum Landkreis Rothenburg (Ob. Laus.) in der Provinz Schlesien. 1885 lebten in Zedlig 33 Einwohner, 1905 waren für den Ort 95 Einwohner verzeichnet. Bis 1914 gehörte Zedlig auch kirchlich zu Kreba, wurde dann aber nach Nieder Kosel umgepfarrt. Ab 1947 gehörte Zedlig zum Landkreis Weißwasser-Görlitz, der 1950 in Landkreis Niesky umbenannt wurde.
Seit der DDR-Kreisreform im Juli 1952 gehörte Zedlig zum Kreis Niesky im Bezirk Dresden. 1957 wurde der Ort aufgrund der näheren Lage von Kreba in die Gemeinde Kosel umgegliedert. Nach der Wiedervereinigung gehörte Zedlig zum Landkreis Niesky. Am 1. März 1994 wurde Kosel mit seinen Ortsteilen in die Stadt Niesky eingemeindet. Im gleichen Jahr kam Zedlig zum neu gegründeten Niederschlesischen Oberlausitzkreis, der 2008 im Landkreis Görlitz aufging.